# Journal of the Federated Malay States Museums
Journal of the Federated Malay States Museums (abreviado J. Fed. Malay States Mus.) fue una revista con ilustraciones y descripciones botánicas y zoológicas que fue editada en Kuala Lumpur.  Se publicaron 19 números desde 1906 hasta 1936. Fue reemplazada en el año 1954/55 por Federation Museums Journal. Kuala Lumpur.